# 2001 في الاتحاد الأوروبي
أحداث 2001 في الاتحاد الأوروبي.
تم تحديد العام «العام الأوروبي للغات» من قبل مجلس أوروبا والبرلمان الأوروبي.

## المناصب
- رئيس المفوضية الأوروبية - رومانو برودي
- رئاسة مجلس الاتحاد الأوروبي - السويد (كانون الثاني - حزيران) بلجيكا (تموز - كانون الأول)
- رئيس البرلمان الأوروبي - نيكول فونتين
- الممثل للشؤون الخارجية والسياسة الأمنية - خافيير سولانا

## الأحداث
- 1 كانون الثاني -
  - السويد تتولى رئاسة الاتحاد الأوروبي.
  - اليونان تصبح العضو الثاني عشر في منطقة اليورو.[2]
- 5 آذار - الناخبون في سويسرا يصوتون بهامش واسع ضد الانضمام إلى مفاوضات الانضمام إلى الاتحاد الأوروبي.[3]
- 7 حزيران - في استفتاء ، صوت الناخبون الأيرلنديون ضد معاهدة نيس.[4]

- 1 تموز - بلجيكا تتولى رئاسة الاتحاد الأوروبي.
- 3 تموز - المفوضية الأوروبية تمنع الاندماج المقترح بين الشركتين الأمريكيتين جنرال إلكتريك وهانيويل, وهي المرة الأولى التي يمنع فيها المنظمون الأوروبيون مثل هذه الخطوة.[5]
- 20 آب - في أعقاب هجمات 11 سبتمبر, تم الإعلان عن إجراءات مكافحة الإرهاب مثل أوامر التفتيش والاعتقال على مستوى الاتحاد الأوروبي وإنشاء قسم لمكافحة الإرهاب داخل اليوروبول.[6]
- 14 كانون الأول - تم طرح عملات اليورو المعدنية للبيع لأول مرة في البنوك استعدادًا لإصدارها العام في منطقة اليورو في الشهر التالي.